# Iridomyrmex spodipilus
Iridomyrmex spodipilus é uma espécie de formiga do gênero Iridomyrmex.